# Pierre Riché

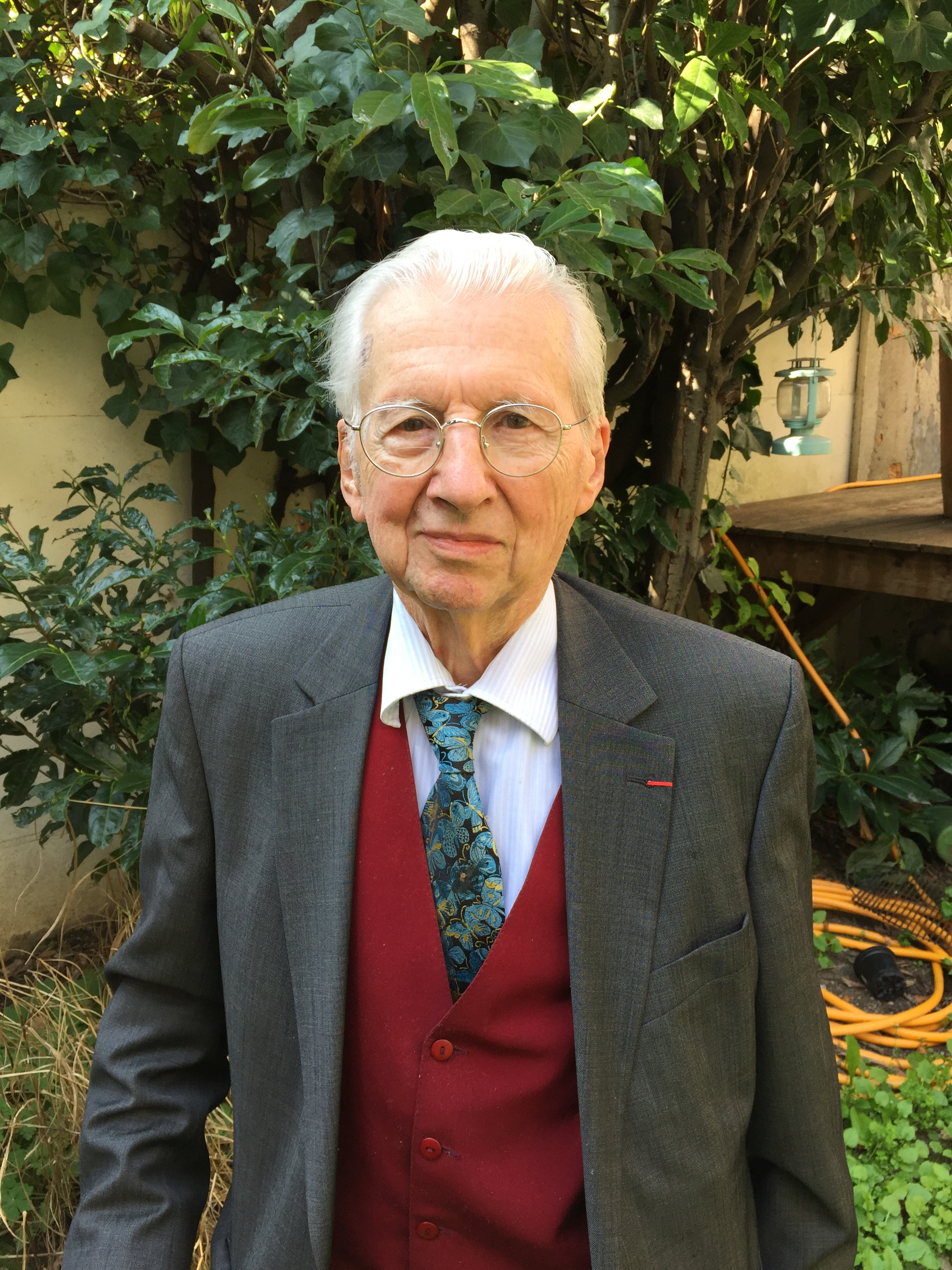
Pierre Riché

Pierre Riché (Parijs, 4 oktober 1921 - 6 mei 2019) was een Franse historicus die gespecialiseerd was in de geschiedenis van de Hoge Middeleeuwen en die van de periode rondom het jaar 1000.

## Biografie
Na zijn studie aan de Sorbonne nam hij in 1948 deel aan de agrégation in de geschiedenis. Daarna gaf hij eerst les aan het lyceum in Constantine (Algerije), daarna in Le Mans. in 1953 werd hij benoemd tot assistent-professor aan de Sorbonne. Van 1957-1960 doceerde hij in Tunis, voordat hij zich aan de universiteit van Rennes verbond. In 1962 behaalde hij zijn doctoraat in de letteren. In oktober 1967 werd hij benoemd tot hoogleraar aan de universiteit van Parijs X Nanterre. In 1989 ging hij met emeritaat.